# Far Eastern Mega Tower
Der Far Eastern Mega Tower, auch Far Eastern Banqiao Tower (chinesisch 遠東板橋百揚大樓), ist ein 50-stöckiger Wolkenkratzer in Banqiao, Neu-Taipeh, Taiwan. Der Far Eastern Mega Tower hat eine strukturelle Höhe von 207,4 Metern.
Der Wolkenkratzer wurde 2013 fertiggestellt. Es ist das neunthöchste Gebäude in Taiwan und das höchste in Neu-Taipeh. Die Höhe des Gebäudes beträgt 207,4 m, die Grundfläche beträgt 122.929,02 m² und es umfasst 50 oberirdische Stockwerke sowie 4 Untergeschosse. Der Far Eastern Mega Tower ist der Sitz des Hauptsitzes der Far Eastern Department Stores Co. Ltd.